# Matèria degenerada

El nivell de Fermi

S'anomena matèria degenerada a aquella en la qual una fracció important de la pressió prové del principi d'exclusió de Pauli, que estableix que dos fermions no poden tenir els mateixos nombres quàntics.
Depenent de les condicions, la degeneració de diferents partícules pot contribuir a la pressió d'un objecte compacte, de manera que una nana blanca és sostinguda per la degeneració d'electrons, mentre que una estrella de neutrons no col·lapsa a causa de l'efecte combinat de la pressió de neutrons degenerats i la pressió deguda a la part repulsiva de la interacció forta entre barions.
Aquestes restriccions en els estats quàntics fan que les partícules adquireixin moments molt elevats, ja que no tenen altres posicions de l'espai de fases on situar-se, es pot dir que el gas, en no poder ocupar més posicions, es veu obligat a estendre's en l'espai de moments amb la limitació de la velocitat c. Així doncs, en estar tan comprimida la matèria dels estats energèticament baixos, s'omplen de seguida, per la qual cosa moltes partícules no tenen més remei que col·locar-se en estats molt energètics, cosa que comporta una pressió addicional d'origen quàntic. Si la matèria està prou degenerada, aquesta pressió dominarà, de molt, sobre totes les altres contribucions. Aquesta pressió és, a més, independent de la temperatura i únicament dependent de la densitat.
Calen grans densitats per a arribar als estats de degeneració de la matèria. Per a la degeneració d'electrons, es requerirà una densitat al voltant dels 10⁶ g/cm³, (1000 kg/cm³); per a la dels neutrons, en caldrà molta més encara, aproximadament 10 14 g/cm³ (100.000 tones/cm³).
Aquest estat de la matèria s'ha trobat a les estrelles, i més particular en nanes blanques i estrelles de neutrons.

### Història
La mecànica quàntica utilitza la paraula degenerat de dues maneres: nivells d'energia degenerats i com a límit d'estat fonamental de baixa temperatura per als estats de la matèria. :437La pressió de degeneració d'electrons es produeix en els sistemes d'estat fonamental que no estan degenerats en els nivells d'energia. El terme "degeneració" deriva del treball sobre la calor específica dels gasos que és anterior a l'ús del terme en mecànica quàntica.
El 1914 Walther Nernst va descriure la reducció de la calor específica dels gasos a molt baixa temperatura com a "degeneració"; ho va atribuir als efectes quàntics. En treballs posteriors en diversos articles sobre termodinàmica quàntica d’Albert Einstein, Max Planck i Erwin Schrödinger, l'efecte a baixes temperatures es va anomenar "degeneració del gas". Un gas totalment degenerat no depèn del volum de la pressió quan la temperatura s'acosta al zero absolut.
A principis de 1927, Enrico Fermi i per separat Llewellyn Thomas van desenvolupar un model semiclàssic per als electrons en un metall. El model tractava els electrons com un gas. Més tard, el 1927, Arnold Sommerfeld va aplicar el principi de Pauli mitjançant estadístiques de Fermi-Dirac a aquest model de gas electrònic, calculant la calor específica dels metalls; el resultat va ser el model de gas Fermi per a metalls. Sommerfeld va anomenar la regió de baixa temperatura amb efectes quàntics un gas totalment degenerat.
També el 1927 Ralph H. Fowler va aplicar el model de Fermi al trencaclosques de l'estabilitat de les estrelles nanes blanques. Aquest enfocament es va estendre als models relativistes per estudis posteriors i amb el treball de Subrahmanyan Chandrasekhar es va convertir en el model acceptat.

## Tractament matemàtic de la degeneració
Per a calcular el nombre de partícules del món fermiònic en funció del seu moment s'usarà la distribució de Fermi-*Dirac (veure estadística de Fermi-*Dirac) de la següent manera:

On n(p) és el nombre de partícules amb moment lineal p. El coeficient inicial 2 és la doble degeneració d'espín dels fermions. La primera fracció és el volum de l'espai de fases en un diferencial de moments partit pel volum d'una cel·la en aquest espai. La h³ és la constant de Planck al cub que, com s'ha dit, significa el volum d'aquestes cel·les en les quals caben fins a dues partícules amb espins oposats. L'últim terme fraccionari és el denominat factor d'ompliment. K és la constant de Boltzmann, T la temperatura, Ep l'energia cinètica d'una partícula amb moment p i ψ el paràmetre de degeneració que és dependent de la densitat i la temperatura.
El factor d'ompliment K indica la probabilitat que estigui ple un estat. El seu valor està comprès entre 0 (tots buits) i 1 (tots plens).
El paràmetre de degeneració indica el grau de degeneració de les partícules. Si pren valors grans i negatius la matèria estarà en un règim de gas ideal. Si és pròxim a 0 la degeneració es comença a notar. Es diu que el material està parcialment degenerat. Si el valor és gran i positiu el material està altament degenerat. Això succeeix quan les densitats són elevades o també quan les temperatures són baixes.
D'aquesta equació es poden deduir les integrals del nombre de partícules, la pressió que exerceixen i l'energia que tenen. Aquestes integrals només és possible resoldre-les analíticament quan la degeneració és completa.
El valor de l'energia de les partícules dependrà de la velocitat de les partícules és a dir de si es té un gas relativista o no. En el primer cas s'usaran ja les equacions d'Einstein en el segon valdrà l'aproximació clàssica. Com es pot veure les relacions energia pressió varien significativament sent majors les pressions obtingudes amb la degeneració completa no relativista. És lògic ja que la matèria relativista és més calenta.
Matèria degenerada no relativista (NR):{\displaystyle v<\!<c\qquad p=m_{e}v\qquad E_{p}={\frac {p^{2}}{2m_{e}}}\qquad U={\frac {3}{2}}P}
Matèria degenerada extremadament relativista (ER):{\displaystyle v\simeq c\qquad p\simeq m_{e}c\qquad E_{p}\simeq pc\qquad U=3P}
Les estrelles típiques amb degeneració són les nanes blanques i les nanes marrons sostingudes per electrons i les estrelles de neutrons sostingudes per neutrons degenerats. Es considera que la seva temperatura tendeix a 0 ja que no posseeixen font de calor alguna. Suposarem aquests cossos amb un paràmetre de degeneració tendent a +infinit.

## Gasos degenerats
Els gasos degenerats són gasos composts per fermions com a electrons, protons i neutrons en lloc de molècules de matèria ordinària. El gas d'electrons en els metalls ordinaris i a l'interior de les nanes blanques són dos exemples. Seguint el principi d'exclusió de Pauli, només pot haver-hi un fermió ocupant cada estat quàntic. En un gas degenerat, tots els estats quàntics estan plens fins a l'energia de Fermi. La majoria de les estrelles se sostenen contra la seva pròpia gravitació gràcies a la pressió tèrmica normal del gas, mentre que en les estrelles nanes blanques la força de sustentació procedeix de la pressió de degeneració del gas d'electrons del seu interior. En les estrelles de neutrons, les partícules degenerades són els neutrons.
Un gas de fermions en el qual tots els estats quàntics per sota d'un determinat nivell d'energia estan plens es denomina gas de fermions totalment degenerat. La diferència entre aquest nivell d'energia i el nivell d'energia més baix es coneix com a energia de Fermi.

### Degeneració d'electrons
En un gas fermiònic ordinari en el qual dominen els efectes tèrmics, la majoria dels nivells d'energia d'electrons disponibles estan sense omplir i els electrons són lliures de moure's a aquests estats. A mesura que augmenta la densitat de partícules, els electrons omplen progressivament els estats de menor energia i els electrons addicionals es veuen obligats a ocupar estats de major energia fins i tot a baixes temperatures. Els gasos degenerats es resisteixen fortament a una major compressió perquè els electrons no poden moure's a nivells d'energia més baixos ja plens a causa del principi d'exclusió de Pauli. Atès que els electrons no poden cedir energia en passar a estats de menor energia, no es pot extreure energia tèrmica. No obstant això, el moment dels fermions en el gas de fermions genera pressió, denominada "pressió de degeneració".
A altes densitats, la matèria es converteix en un gas degenerat quan tots els electrons es desprenen dels seus àtoms. El nucli d'una estrella, una vegada que es deté la combustió de l'hidrogen en les reaccions de fusió nuclear, es converteix en una col·lecció de ions carregats positivament, en la seva majoria nuclis d'heli i carboni, surant en una mar d'electrons, que han estat despullats dels nuclis. El gas degenerat és un conductor gairebé perfecte de la calor i no obeeix les lleis ordinàries dels gasos. Les nanes blanques són lluminoses no perquè generin energia, sinó perquè han atrapat una gran quantitat de calor que s'irradia gradualment. El gas normal exerceix major pressió quan s'escalfa i s'expandeix, però la pressió en un gas degenerat no depèn de la temperatura. Quan el gas es supercomprimeix, les partícules es col·loquen unes contra altres per a produir un gas degenerat que es comporta més com un sòlid. En els gasos degenerats, l'energia cinètica dels electrons és bastant alta i la taxa de col·lisió entre electrons i altres partícules és bastant baixa, per la qual cosa els electrons degenerats poden recórrer grans distàncies a velocitats que s'aproximen a la de la llum. En lloc de la temperatura, la pressió en un gas degenerat depèn només de la velocitat de les partícules degenerades; no obstant això, l'addició de calor no augmenta la velocitat de la majoria dels electrons, perquè estan atrapats en estats quàntics completament ocupats. La pressió s'incrementa només per la massa de les partícules, que augmenta la força gravitatòria que tira de les partícules acostant-les les unes a les altres. Per tant, el fenomen és el contrari del que es dona normalment en la matèria, on si s'augmenta la massa de la matèria, l'objecte es fa més gran. En el gas degenerat, en augmentar la massa, les partícules s'espacien més a causa de la gravetat (i augmenta la pressió), per la qual cosa l'objecte es fa més petit. El gas degenerat pot comprimir-se fins a densitats molt altes, amb valors típics de l'ordre de 10.000 quilograms per centímetre cúbic.
Existeix un límit superior per a la massa d'un objecte degenerat d'electrons, el límit de Chandrasekhar, més enllà del qual la pressió de degeneració d'electrons no pot sostenir l'objecte contra el col·lapse. El límit és d'aproximadament 1,44 masses solars per a objectes amb composicions típiques esperades per a estrelles nanes blanques (carboni i oxigen amb dos barions per electró). Aquest límit de massa és apropiat només per a una estrella suportada per una pressió ideal de degeneració d'electrons sota gravetat newtoniana; en relativitat general i amb correccions de Coulomb realistes, el límit de massa corresponent és del voltant d'1,38 masses solars. El límit també pot canviar amb la composició química de l'objecte, ja que afecta la relació entre la massa i el nombre d'electrons presents. La rotació de l'objecte, que contraresta la força gravitatòria, també modifica el límit per a un objecte concret. Els objectes celestes per sota d'aquest límit són les estrelles nanes blanques, formades per la contracció gradual dels nuclis de les estrelles que es queden sense combustible. Durant aquesta contracció, es forma en el nucli un gas electró-degenerat, que proporciona prou pressió de degeneració a mesura que es comprimeix per a resistir un major col·lapse. Per sobre d'aquest límit de massa, pot formar-se en el seu lloc una estrella de neutrons (sustentada principalment per la pressió de degeneració de neutrons) o un forat negre.

### Degeneració de neutrons
La degeneració de neutrons és anàloga a la degeneració d'electrons i es demostra en les estrelles de neutrons, que estan parcialment sustentades per la pressió d'un gas de neutrons degenerat. El col·lapse es produeix quan el nucli d'una nana blanca supera aproximadament 1,44 masses solars, que és el límit de Chandrasekhar, per sobre del qual el col·lapse no es deté per la pressió dels electrons degenerats. A mesura que l'estrella col·lapsa, l'energia de Fermi dels electrons augmenta fins al punt en què és energèticament favorable per a ells combinar-se amb protons per a produir neutrons (mitjançant desintegració beta inversa, també denominada captura d'electrons). El resultat és una estrella extremadament compacta composta de matèria nuclear, que és predominantment un gas de neutrons degenerats, a vegades anomenat neutroni, amb una petita mescla de gasos de protons i electrons degenerats.
Els neutrons en un gas de neutrons degenerats estan molt més espaiats que els electrons en un gas d'electrons degenerats perquè el neutró més massiu té una longitud d'ona de la matèria molt més curta a una energia donada. En el cas de les estrelles de neutrons i les nanes blanques, aquest fenomen es veu agreujat pel fet que les pressions dins de les estrelles de neutrons són molt majors que les de les nanes blanques. L'augment de la pressió es deu al fet que la compacitat d'una estrella de neutrons fa que les forces gravitatòries siguin molt majors que en un cos menys compacte amb una massa similar. El resultat és una estrella amb un diàmetre de l'ordre d'una mil·lèsima part del d'una nana blanca.
Existeix un límit superior per a la massa d'un objecte degenerat per neutrons, el límit Tolman-Oppenheimer-Volkoff, que és anàleg al límit Chandrasekhar per als objectes degenerats per electrons. El límit teòric per a objectes no relativistes suportats per una pressió ideal de degeneració de neutrons és de només 0,75 masses solars; no obstant això, amb models més realistes que inclouen la interacció bariònica, es desconeix el límit precís, ja que depèn de l'equació d'estat de la matèria nuclear, per a la qual encara no es disposa d'un model molt precís. Per sobre d'aquest límit, una estrella de neutrons pot col·lapsar en un forat negre o en altres possibles formes denses de matèria degenerada.

### Degeneració de protons
La matèria prou densa que conté protons experimenta una pressió de degeneració protònica, de manera similar a la pressió de degeneració electrònica en la matèria electró-degenerada: els protons confinats en un volum prou petit tenen una gran incertesa en el seu moment a causa del Principi d'incertesa de Heisenberg. No obstant això, com els protons són molt més massius que els electrons, el mateix moment representa una velocitat molt de menor per als protons que per als electrons. Com a resultat, en matèria amb aproximadament el mateix nombre de protons i electrons, la pressió de degeneració de protons és molt de menor que la pressió de degeneració d'electrons, i la degeneració de protons es modela normalment com una correcció de les equacions d'estat de la matèria degenerada per electrons.

### Degeneració de quarks
A densitats majors que les suportades per la degeneració de neutrons, s'espera que es produeixi matèria de quarks. S'han proposat diverses variacions d'aquesta hipòtesi que representen estats de quarks degenerats. La matèria estranya és un gas degenerat de quarks que sovint se suposa que conté quarks estranys a més dels habituals up i down quarks. Els materials superconductors de color són gasos degenerats de quarks en els quals els quarks s'aparellen de manera similar a l'aparellament de Cooper en els superconductors elèctrics. Les equacions d'estat per a les diverses formes proposades de matèria degenerada de quarks varien àmpliament, i normalment estan mal definides, a causa de la dificultat de modelar les interaccions de força forta.
La matèria degenerada en quarks pot ser present en els nuclis de les estrelles de neutrons, depenent de les equacions d'estat de la matèria degenerada en neutrons. També pot aparèixer en hipotètiques estrelles de quarks, formades pel col·lapse d'objectes per sobre del límit de massa Tolman-Oppenheimer-Volkoff per a objectes degenerats de neutrons. La formació de matèria degenerada de quarks en aquestes situacions depèn de les equacions d'estat tant de la matèria degenerada de neutrons com de la matèria degenerada de quarks, ambdues poc conegudes. Les estrelles de quarks es consideren una categoria intermèdia entre les estrelles de neutrons i els forats negres.